# Michael Åström
Michael Åström, född troligen 1736, död 29 april 1791 i Stockholm, var en svensk silversmed och juvelerare.
Åström blev gesäll 1753 samt mästare i Stockholm 1764. Han fick ingen silversmedsutbildning utan utbildades som lärling av två juvelerare först för Frans Bers och sedan för Anders Tiedjeström. Christian Precht upplät 1764 sin verkstad till Tiedjeströms änka som hade Åström i sin tjänst och allt tyder på att den senare stod i ett bulvanförhållande till Precht. Han är mest känd för sin praktfulla kaffekanna som han utförde efter en ritning av Precht. Kannan är utsökt vackert dekorerad med blomrankor och rocailler och har länge betraktats som en av den svenska rokokosilvrets absoluta höjdpunkter. Åström är representerad vid Nationalmuseum i Stockholm. 
Åström var gift med Catharina Åström från Jukkasjärvi, vilken var dotter till kyrkoherden Lars Engelmark och Margareta Vendela Teet.